# Cryptoerithus annaburroo
Cryptoerithus annaburroo är en spindelart som beskrevs av Norman I. Platnick och Baehr 2006. Cryptoerithus annaburroo ingår i släktet Cryptoerithus och familjen Prodidomidae.
Artens utbredningsområde är Northern Territory, Australien. Inga underarter finns listade i Catalogue of Life.